# Orrskärsrevet
Orrskärsrevet är ett naturreservat i Kalix kommun i Norrbottens län.
Området är naturskyddat sedan 1997 och är 0,4 kvadratkilometer stort. Reservatet omfattar öarna Orrskärsrevet och Orrskärsgrundet i Siknäsfjärden. På ön finns enbuskar och enstaka granar. 